# Encephalartos inopinus
Encephalartos inopinus je druh cykasu z čeledi zamiovité (Zamiaceae). Pochází z Jižní Afriky. Jedná se o jeden z nejvzácnějších cykasů a rostlin vůbec.

## Popis
Tento štíhlý cykas s modravě stříbřitými listy je vzhledově zcela odlišný od ostatních druhů afrických píchošů, nedochází ani k hybridizaci s dalšími druhy.
Hladké lístky bez okrajových zubů jsou na řapíku usazeny do velmi mírného obráceného "V". Oba tyto rysy činí druh okamžitě rozeznatelným mezi dalšími africkými cykasy.
Kmen často samostatný, ponejvíce trsy do 8 kmenů. Dorůstá výšky 2 metry, případně délky 4 m u ležících či sklánějících se kmenů.

## Rozšíření
Provincie Eastern Transvaal v Jižní Africe, okres Lydenburg, podle kterého je druh občas nazýván „lydenburský cykas“ (Lydenburg cycad). Roste obvykle skryt pod okolní vegetací, kterou přesahuje jen několik větších jedinců. Často také visí ze skalních útesů. Tato pozice na vyvýšených místech umožňuje rychlý odtok srážek. V podobné poloze proto najdete i jiné druhy afrických cykasů.
Srážky v místech výskytu dosahují pouhých 375 mm za rok. Druh roste především na svazích, kde odtékání srážek zabraňuje přemokření a hnilobě. K té je také náchylnější než ostatní rostliny z rodu Encephalartos.

## Ochrana
Jedná se o kriticky ohroženou rostlinu, jednu z nejvzácnějších na světě. Ve volné přírodě roste posledních přibližně 250 rostlin.
Přežití druhu v přírodě je ohroženo a hrozí mu přímo vyhynutí. Největší hrozbou je především pytláctví pro národní a mezinárodní obchod, díky velké vzdálenosti mezi rostlinami i nízká tvorba semen a konečně poškozování zralých šištic paviány, pro které jsou semena pochoutkou. Mladé listy rostliny jsou poškozovány housenkou druhu Zeronopsis leopardina.
Druh Encephalartos inopinus je zapsán na hlavním seznamu CITES I, který kontroluje obchod s ohroženými druhy – jak s rostlinami, tak i jejich semeny.

## Výskyt v Česku
Rostlina se u nás vyskytuje pouze ve dvou soukromých sbírkách, není zastoupena v žádných botanických zahradách.

## Etymologie
Název "inopinus" znamená "neočekávaný", neboť jeho objev na pozemku Onverwacht Farm ("Neočekávaná farma") v roce 1955 byl pro tehdejší jihoafrické botaniky navíc zcela nečekaný.